# George H. Smith
Pour les articles homonymes, voir George Smith et Smith.
George Henry Smith, né le 27 octobre 1922 et mort le 22 mai 1996 , est un écrivain américain de science-fiction.
George H. Smith écrivait sous de nombreux pseudonymes : Jan Hudson, Jerry August, Don Bellmore, Ross Camra, Jerry Jason, Clancy O'Brien, Alan Robinson, Holt Standish, George Devlin, Robert Hadley, John Dexter (utilisé par de multiples auteurs), M J Deer (avec sa femme, Jane Deer Smith), Diana Summers, Hal Stryker, Hank Stryker, Morgan Trehune, Roy Warren, J. X. Williams.

## Œuvres

### SérieDylan MacBride
1. (en) Kar Kaballa, 1969
2. (en) The Second War of the Worlds, 1976
3. (en) The Island Snatchers, 1978

### Romans indépendants
- (en) Passion's Web, 1961Sous le nom de Jan Hudson.
- (en) Satan's Daughter, 1961Sous le nom de Jan Hudson.
- (en) Country Club Lesbian, 1963Sous le nom de Jerry Jason.
- (en) Doomsday Wing, 1963
- (en) Lesbian Triangle, 1963Sous le nom de Jerry Jason.
- (en) Shame Doctor, 1964Sous le nom de J. X. Williams.
- (en) The Unending Night, 1964
- (en) Lez, 1965Sous le nom de Don Bellmore.
- (en) The Forgotten Planet, 1965
- (en) Two Times for Love, 1965Sous le nom de Robert Hadley.
- (en) Daughters of Sappho, 1966Sous le nom de J. X. Williams.
- (en) Lez Lust, 1966Sous le nom de J. X. Williams.
- (en) The Four Day Weekend, 1966
- (en) Druid's World, 1967
- (en) Passion Mansion, 1968Sous le nom de J. X. Williams.
- (en) The Dyke Department, 1968Sous le nom de Don Bellmore.
- (en) The Other Way, 1969Sous le nom de Robert Hadley.
- (en) The Swappers' Wives, 1969Sous le nom de J. X. Williams.
- (en) Witch Queen of Lochlann, 1969

### Nouvelle
- Dans l'Imagicon, 1966 ((en) In the Imagicon, 1966)

## Commentaires
- Kar Kaballa, The Second War of the Worlds et The Island Snatchers est une série de fantasy dont les romans sont étroitement liés, mettant en scène un héros dénommé Dylan MacBride, et se déroulant au pays d'Avalon, pays du Roi Arthur.
- Doomsday Wing, en revanche, est un livre de science-fiction, dont le scénario ressemble au film Docteur Folamour, en retournant les rôles : le général fou qui déclenche une guerre nucléaire est un général russe, et non américain.

## Couvertures de livre

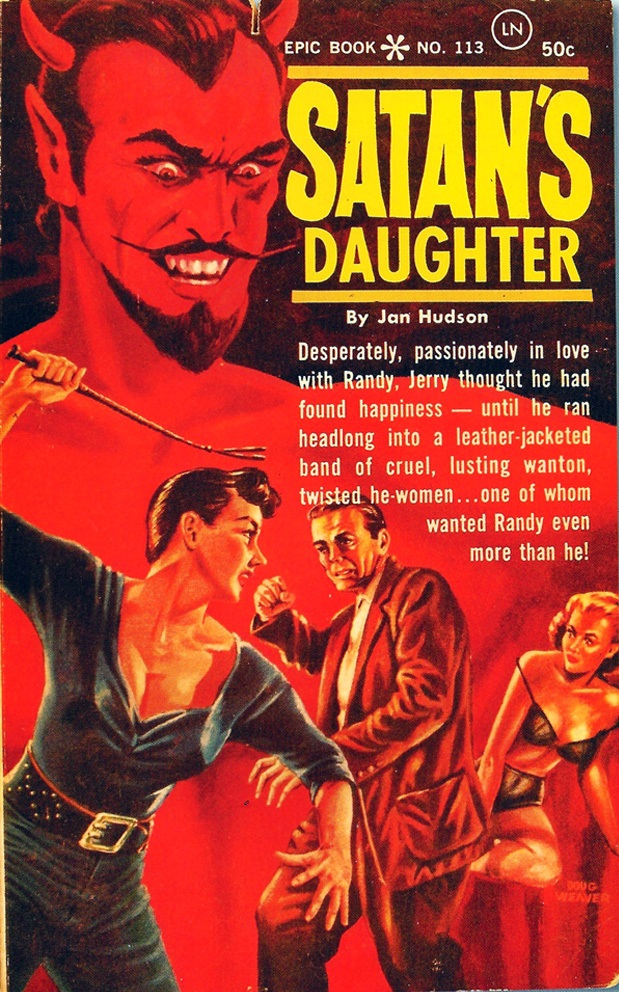
Satan's Daughter, 1961
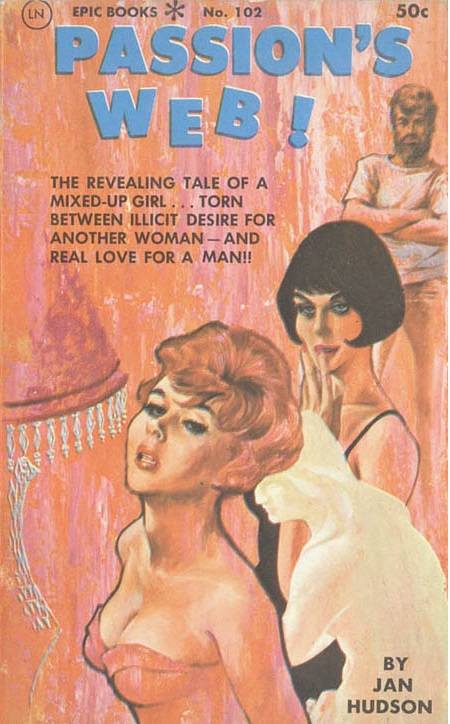
Passion's Web, 1961